# Okręg wyborczy nr 6 do Sejmu Polskiej Rzeczypospolitej Ludowej (1989–1991)
Okręg wyborczy nr 6 do Sejmu Polskiej Rzeczypospolitej Ludowej (1989–1991) obejmował Warszawę-Pragę Północ oraz gminy Jabłonna, Kobyłka, Legionowo, Marki, Nieporęt, Nowy Dwór Mazowiecki, Pomiechówek, Radzymin, Serock, Skrzeszew, Wołomin i Zakroczym (województwo stołeczne warszawskie). W ówczesnym kształcie został utworzony w 1989. Wybieranych było w nim 5 posłów w systemie większościowym.
Siedzibą okręgowej komisji wyborczej była Warszawa-Praga Północ.

## Wybory parlamentarne 1989

### Mandat nr 18 –Polska Zjednoczona Partia Robotnicza
| Kandydat | I tura | I tura | II tura | II tura |
| Kandydat | Głosów | %      | Głosów  | %       |
| --- | ------ | ------ | ------- | ------- |
| Bernard Kasprzak                                                                                               | 28 066 | 15,61  | 36 248  | 52,15   |
| Jarosław Żulewski                                                                                              | 18 462 | 10,27  | 19 451  | 27,98   |
| Marek Sandulowicz                                                                                              | 17 096 | 9,51   | —       | —       |
| Henryk Szczygieł                                                                                               | 8526   | 4,74   | —       | —       |
| Liczba głosów ważnych: 179 854 (I tura) • 69 509 (II tura) Źródło: Państwowa Komisja Wyborcza I tura i II tura |        |        |         |         |

### Mandat nr 19 –Polska Zjednoczona Partia Robotnicza
| Kandydat | I tura | I tura | II tura | II tura |
| Kandydat | Głosów | %      | Głosów  | %       |
| --- | ------ | ------ | ------- | ------- |
| Anna Bukowska                                                                                                  | 42 867 | 24,00  | 35 725  | 51,43   |
| Włodzimierz Sosnowski                                                                                          | 14 193 | 7,95   | 21 552  | 31,03   |
| Marek Trochim                                                                                                  | 11 411 | 6,39   | —       | —       |
| Andrzej Rzeszotkowski                                                                                          | 5906   | 3,31   | —       | —       |
| Liczba głosów ważnych: 178 613 (I tura) • 69 459 (II tura) Źródło: Państwowa Komisja Wyborcza I tura i II tura |        |        |         |         |

### Mandat nr 20 –Zjednoczone Stronnictwo Ludowe
| Kandydat | I tura | I tura | II tura | II tura |
| Kandydat | Głosów | %      | Głosów  | %       |
| --- | ------ | ------ | ------- | ------- |
| Włodzimierz Krajewski                                                                                          | 32 396 | 17,72  | 30 333  | 43,79   |
| Wacław Małecki                                                                                                 | 21 987 | 12,03  | 24 811  | 35,82   |
| Wojciech Sierawski                                                                                             | 16 205 | 8,86   | —       | —       |
| Liczba głosów ważnych: 182 823 (I tura) • 69 275 (II tura) Źródło: Państwowa Komisja Wyborcza I tura i II tura |        |        |         |         |

### Mandat nr 21 –Polski Związek Katolicko-Społeczny
| Kandydat | I tura | I tura | II tura | II tura |
| Kandydat | Głosów | %      | Głosów  | %       |
| --- | ------ | ------ | ------- | ------- |
| Wojciech Polak                                                                                                 | 45 990 | 24,91  | 30 417  | 43,84   |
| Stanisław Dziubak                                                                                              | 24 685 | 13,37  | 24 811  | 35,76   |
| Liczba głosów ważnych: 184 645 (I tura) • 69 386 (II tura) Źródło: Państwowa Komisja Wyborcza I tura i II tura |        |        |         |         |

### Mandat nr 22 – bezpartyjny
| Kandydat                                                          | Głosów  | %     |
| ----------------------------------------------------------------- | ------- | ----- |
| Janusz Byliński                                                   | 134 664 | 75,74 |
| Jerzy Ozdowski                                                    | 14 597  | 8,21  |
| Ireneusz Siwek                                                    | 7038    | 3,96  |
| Grzegorz Bies                                                     | 5818    | 3,27  |
| Bogumiła Sajkowska                                                | 5640    | 3,17  |
| Wojciech Gawkowski                                                | 2721    | 1,53  |
| Liczba głosów ważnych: 177 808 Źródło: Państwowa Komisja Wyborcza |         |       |